# Бенедикт, Стэнли
Стэнли Росситер Бенедикт (англ. Stanley Rossiter Benedict, 17 марта 1884 — 21 декабря 1936) — американский биохимик, физиолог. Известен наряду с Отто Фолином по инновационным работам в области аналитических методов определения низкомолекулярных небелковых веществ, таких как мочевина, мочевая кислота, креатин, креатинин и т. д. в моче и крови человека. Работы Бенедикта дали начало эпохе изучения метаболических процессов организма химическими методами. Помимо этого, методы определения, разработанные и улучшенные Бенедиктом, нашли важное прикладное применение в клинической диагностике многих заболеваний.

## Биография

### Детство, семья, школьное образование
Стэнли Р. Бенедикт родился в городе Цинциннати, штат Огайо, 17 марта 1884 года в семье профессора Вайланда Ричардсона Бенедикта и Энн Кендрикт Бенедикт. Отец занимал должность профессора философии и психологии в университете Цинциннати. Мать была писательницей и работала учителем. Дед Бенедикта по материнской линии А. С. Кендрик преподавал иврит, санскрит и греческий язык в университете Рочестера.
Бенедикт рос в Цинциннати. В семье было шестеро детей. По воспоминаниям его сестры Мари К. Бенедикт, в доме царила интеллектуальная атмосфера. Отец старался развивать детей, читая им по вечерам поэзию или обсуждая философские учения. Бенедикт получил среднее образование в школах Цинциннати.

### Университетское образование
Сперва Бенедикт хотел заниматься врачебной практикой, однако будучи студентом университета Цинциннати, заинтересовался научно-исследовательской работой и бросил изучение медицины. Сильное влияние на Бенедикта произвело обучение у доктора Ф. Снелла, который, в свою очередь, ранее работал с доктором Уилбуром, известным своими исследованиями метаболизма человека. Доктор Снелл стал наставником Бенедикта и обучил его основным навыкам работы в лаборатории, что впоследствии склонило Бенедикта поступить в магистратуру Йельского университета. Окончив университет и получив степень бакалавра в 1906 году, он поступил в магистратуру в Йельский университет под руководство Лаффайетта Б. Менделя в лабораторию Расселла Г. Читтендена.
Во время работы в лаборатории Бенедикт освоил и изучил методы экстракции некоторых металлов, таких как барий, стронций и кальций и самостоятельно описал новые способы их разделения. В 1908 году он защитил магистерскую диссертацию под патронажем Лаффайетта Менделя.

## Основные научные достижения
В 1906 году Отто Фолин опубликовал в «Американском журнале физиологии» работы, принесшие славу своему автору и взбудоражившие все научное сообщество биохимиков того времени. Эти статьи были посвящены новым методам аналитического определения мочевины, аммиака, креатина, креатинина и мочевой кислоты в моче. Старые методы, которые использовались ранее в медицинской практике, были весьма неспецифичны и требовали больших объёмов образцов жидкости. Методы, предложенные Фолином, были лишены этих недостатков, что позволило им в скором времени занять соответствующее место в клинической диагностике.
Сам Фолин решил не останавливаться на достигнутом и продолжил улучшать методики определения этих же веществ в крови. По-видимому, он первым понял, что намного более важно знать, сколько продуктов неправильной метаболической работы почек накапливаются в опасных концентрациях в крови, чем знать, сколько почки смогли переработать правильно, измеряя их концентрации в моче.
После защиты кандидатской диссертации Стэнли Бенедикт начал заниматься научно-преподавательской деятельностью. Проработав всего один год в Сиракьюсскиом университете он занял должность заведующего отделом физиологической химии в медицинском колледже Корнелла в Нью-Йорке.
Он начал свою научно-исследовательскую деятельность с улучшения аналитических методов, предложенных Фолином. Критически изучив его работы, Бенедикт пришел к выводу, что описанный метод Фолина по определению мочевины в моче может давать завышенные результаты вследствие разложения до аммиака и углекислого газа не только самой мочевины, но и некоторого количества креатинина. Доработав методику путём использования более щадящих окислительных реагентов, ему удалось нивелировать разложение креатинина и, как следствие, существенно повысить точность определения мочевины
Абсолютно все научные публикации Фолина тщательнейшим образом проверялись Бенедиктом, который искал пути их улучшения. Благодаря его трудам, методики определения общего содержания серы, сахара, мочевой кислоты, креатина и креатинина, предложенные ранее Фолином, были существенно улучшены по многим показателям. Но несмотря на критику со стороны Бенедикта, по словам Фолина, они всегда оставались в хороших отношениях. Однажды Фолин даже отдал в распоряжение Бенедикту свою лабораторию на лето, чтобы тот занялся улучшением одной из его аналитических методик.
Одними из самых примечательных работ Бенедикта были исследования, направленные на разработку методов точного определения глюкозы в моче. Проблема этой методики заключалась в том, что помимо глюкозы в крови присутствует большое число других восстановителей, из-за чего получаемые концентрации часто были завышены относительно реальных значений. Задача состояла в том, чтобы нивелировать эти побочные реакции восстановления. Бенедикту удалось это сделать и довести ошибку эксперимента до минимально возможных значений.
Разработка аналитических методик для определения природных соединений в физиологических жидкостях никогда не была областью абстрактных научных интересов Стэнли Бенедикта. Все методы он старался применять для изучения патологического метаболизма, рака, диабета и т. д. Например, с помощью разработанных методик ему удалось установить нахождение некоего нового серосодержащего соединения в крови человека, которое он назвал тиазином. Впоследствии он понял, что новое соединение — не что иное, как ранее известная аминокислота эрготионеин, которая до этого была обнаружена только в спорынье
Бенедикт также установил, что если перед определением мочевой кислоты в крови кипятить исследуемый препарат с соляной кислотой, то в дальнейшем определяемая концентрация мочевой кислоты, в случае говяжьей крови, увеличивается на 800 %, а в случае куриной крови лишь на 20 %. Такого резкого увеличения количества мочевой кислоты не происходило, если предварительно белки крови осаждались солями аммония. Это навело Бенедикта на мысль, что избыток мочевой кислоты находится в клетках крови, которые разрушаются при кипячении с кислотой, что и влечет её резкое увеличение, однако при высаливании белка происходит образование и выпадение в осадок комплекса мочевой кислоты с белком.
Результаты исследований и открытия Бенедикта в области метаболизма мочевой кислоты помимо биохимиков заинтересовали генетиков. Бенедикт долгое время исследовал состав биологических жидкостей собак и пришел к заключению, что, в отличие от человека и обезьян, метаболизм мочевой кислоты у них идет другим путём. У обезьян и человека образуется множество пуриновых оснований как промежуточных соединений разложения нуклеиновых кислот, которые в дальнейшем по метаболическому пути превращаются в мочевую кислоту. Однако у собак конечным продуктом метаболизма пуринов является аллантоин. Аллантоин является производным мочевой кислоты с раскрытым пиримидиновым циклом. Реакцию раскрытия этого цикла катализирует специальный гидролитический фермент. Во время анализа полученных данных Бенедикт заметил, что существуют некоторые особи, у которых вместо аллантоина конечным продуктом метаболизма пуринов была мочевая кислота, как у человека и обезьян. Сопоставив данные, он обнаружил, что все эти особи были породы Далматинец. Таким образом, он установил тот факт, что у собак этой породы отсутствует фермент, катализирующий превращение мочевой кислоты в аллантоин.
Бенедикт активно занимался проблемами нарушения метаболизма в злокачественных образованиях. По сути, он был в авангарде исследований метаболизма рака. Он и его коллеги экспериментально показывали значимость влияния специфических метаболических нарушений на рост и развитие опухолей. Первые эксперименты проводились на мышах. Животным имплантировались раковые клетки, и на начальных стадиях развития болезни они сажались на безуглеводную диету. В то же время у них индуцировался диабет путём инъекций флоризина. Такой метод лечения привел к остановке и регрессии развития раковых клеток при условии, что в момент начала лечения они были ещё малы.
Бенедикт пытался исследовать влияние различных диет, ограничивающих потребление каких-либо витаминов, на рост и регрессию имплантированных опухолей. Со времени тех исследований Бенедикта этот раздел науки стал развиваться очень быстро в связи с открытием различных видов питательных веществ, необходимых для нормального метаболизма, о существовании которых ещё не было известно в 1917 году.
Прочие попытки выявить важные факторы, влияющие на рост и развитие опухолей, заключались в экспериментах по воздействию на них адреналина и различных красителей, а также исключения из диеты витаминов. Все эксперименты в этой области были достаточно оригинальны для того времени.
Несмотря на интенсивную научно-исследовательскую деятельность и регулярное преподавание биохимии студентам-медикам, Бенедикт успевал заниматься редакционной работой. Начиная с 1912 года и до конца своей жизни он рецензировал секцию биологической химии в журнале «Chemical Abstracts». В 1925 году он работал редактором журнала «Biological Chemistry».

## Воспоминания друзей и коллег
Большинство современников знали Стэнли Бенедикта лишь по его работам и публикациям, в которых обсуждались слабые места и предлагались улучшения аналитических методов, ранее предложенных Отто Фолином. Из-за частого упоминания Фолина и его критики, многие полагали, что Бенедикт находится с ним в напряженных отношениях. Сам Фолин так не считал.
Считается, что репутацией в глазах других людей Бенедикт дорожил больше, чем своей научной репутацией.
Эмиль Остерберг работал в лаборатории Бенедикта в течение 25-ти лет. Г-н Остерберг так описывал Стэнли Бенедикта: «В первый раз когда я встретился с доктором Бенедиктом, я понял, что здесь за моей работой будут тщательно следить. Он казался таким человеком от которого сложно получить одобрение. Однако мне не потребовалось много времени, чтобы понять, что он был одним из самых лучших и добрых людей, с которыми мне когда-либо приходилось работать за мои сорок три года практики в лаборатории. Работать с ним было большим удовольствием. Однажды я видел его очень счастливым: это было после того, как я сообщил ему, что нашел мочевую кислоту в моче Далматинцев. Эксперименты с этой породой собак ему очень понравились.
Во время войны в 1917 году мы испытывали различные методики получения раствора Дэкина. Однажды произошла утечка из цистерны с хлором. По дороге к поезду он почувствовал сильное недомогание и поехал в больницу. После этого инцидента он уже никогда не был в добром здравии. Также один из носильщиков сильно заболел. У него случился инсульт, и он больше был не в состоянии работать, оставшись с большой семьей и без дохода. Доктор Бенедикт материально помогал его семье. Он был всегда готов помочь или дать хороший совет. Память о нём я буду хранить пока я жив.»
Доктор К.Сугиура, который работал с Бенедиктом с 1917 по 1936 годы, писал о нём: «Его очаровательная улыбка и хорошие манеры произвели на меня неизгладимое впечатление. Я думал о нём как о великом учителе, и как о моем будущем наставнике… В течение моих 20-ти лет совместной работы с Бенедиктом я никогда не видел его с сердитым лицом… Доктора Бенедикта сильно любили его ученики… Он был бескорыстным человеком и вписывал полный список своих работников во многие совместные научные открытия, и рад был делать это.»
Доктор А. Гаудсмит, работавший с Бенедиктом, писал: «Когда мы вместе с женой приехали в эту страну в 1933 году как участники фонда научного сотрудничества Нидерландов и Америки, доктор Бенедикт стал первым американским ученым, которого мы встретили. Я помню в деталях, как появился перед нами утром за столом: у него была своеобразная голова, которая казалась мелковатой относительно размеров его тела, а также выглядевшей так, будто он болел оспой или испытывал долгое влияние неблагоприятного климата; у него была очень прямая спина при ходьбе и при сидении, он постоянно курил, его неординарный подход к решению проблем — все это произвело на нас впечатление бывалого морского волка. Изредка, конечно, он уединялся. При этом он выезжал из города, что мешало его коллегам связываться с ним, чтобы обсудить какое-либо дело. Только очень немногих фаворитов своей лаборатории, и я не входил в их число, он приглашал в свой дом в Вестчестере.»

## Личные жизненные качества
Сестра Стэнли Бенедикта, доктор Мэри К. Бенедикт, писала, что он очень любил кошек. Она упоминает историю, что однажды наблюдала, как её брат поставил на кухне пять тарелок с различными угощениями для своего кота, чтобы тот мог выбрать то, что ему больше по душе.
Однажды птица свила гнездо прямо над входной дверью его дома, и, чтобы не беспокоить её, Бенедикт долгое время пользовался другой дверью.
Жена Стенли Бенедикта, Рут Бенедикт, выдающийся антрополог, на которой он женился в 1914 году, говорила, что за всю их совместную жизнь она никогда не замечала, чтобы он держал химические реактивы или книги по химии у себя дома. Своё время вне офиса и лаборатории он посвящал отдыху и хобби, которые помогали ему на время забывать о работе. Два любимых увлечения были двигатели и различные механизмы, будь-то: моторы от лодки, автомобилей или насосов, которые он любил разбирать по частям и собирать снова; а также фотография, которой он тоже любил уделять много своего свободного времени.
Летний отпуск у него был посвящён исключительно отдыху, насколько это позволяла его редакционная работа в журнале. Он любил проводить досуг в одиночестве в Нью-Гемпшире. Ещё большее удовольствие он получал от путешествий. Иногда он ездил на канадские скалистые горы или брал лодку и путешествовал на ней до Аляски.

## Награды и членство в научных обществах
- Член Национальной Академии Наук
- Член Американской Ассоциации Содействия Развитию Науки
- Президент Американского Общества Биохимиков[англ.] (1919—1920 г.)
- Член Американского Физиологического Общества[англ.]
- Член общества Phi Beta Kappa
- Член-корреспондент Societe Biologie de Paris[англ.]
- Член Общества Sigma Xi[англ.]
- Член медицинского общества Alpha Omega Alpha[англ.]
- Член и участник The Harvey Society[англ.], связанным с Нью-Йоркской Медицинской Академией[англ.]